# Концик (Велюнський повіт)
Концик (пол. Kącik) — село в Польщі, у гміні Біла Велюнського повіту Лодзинського воєводства.